# Valle de Yosemite
El valle de Yosemite es un valle glaciar californiano que se caracteriza por las abundantes nevadas y por su gran belleza natural en flora y en fauna, lo que le convierte en un espacio protegido dentro de los Estados Unidos.
Su ubicación en Sierra Nevada lo constituye como un importante reclamo turístico del parque nacional de Yosemite, que fue designado Patrimonio de la Humanidad por la UNESCO en 1984.

## Historia
El área que ahora es el parque nacional de Yosemite antes era un valle de colinas y el río Merced corría lánguidamente a través de estas colinas. Poco a poco, el río comenzó a fluir con rapidez debido a los cambios geológicos en el valle. Como resultado de esto, las colinas crecieron más y más alto. El periodo de la glaciación contrajo grandes cambios en la geografía del valle de Yosemite y formó el valle que vemos hoy. El hombre descubrió el valle de Yosemite en 1833. Thomas Ayers, un artista, visitó el valle de Yosemite en 1855. Dibujó muchos cuadros, que representan la belleza del valle que llevó a la “Ley de subsidios de valle de Yosemite”, que fue firmado por el presidente Abraham Lincoln, en 1864, que concedió el permiso para la formación de un parque nacional en esta área. Los sinceros esfuerzos de John Muir, naturalista, y Clark Galeno, el parque nacional de Yosemite se formó el 1 de octubre de 1890.

## Geografía
El parque nacional de Yosemite está situado en Sierra Nevada que se encuentra en la parte centro-este de California. El parque se extiende sobre una vasta área de 750.000 acres (1.200 kilómetros), con las corrientes que son 1600 millas de largo, rutas de senderismo que son 800 kilómetros y las carreteras que se extienden hasta 350 millas.

## Clima
El clima del valle de Yosemite es mediterráneo. Al tener desigualdades en la elevación del suelo, las condiciones climáticas varían. Las lluvias son frecuentes en invierno y oscilan los 920 mm anuales en promedio. La primavera y el otoño en el valle de Yosemite son altamente impredecibles. El clima durante la primavera puede ser soleado y caluroso con tormentas de invierno rara vez, mientras que en el otoño puede ser muy caluroso y moderadamente frío, acompañado de lluvia o nieve. Los veranos son muy secos y calurosos con temperatura promedio 31 °C, en invierno pueden caer nevadas con temperatura promedio 5 °C.

## Turismo
Después que México perdió el territorio de Alta California, en 1848, los primeros turistas sajones al valle de Yosemite eran, Thomas Aires y James M. Hutchins, en 1855. Charles Weed Leander, un fotógrafo, se convirtió en la primera persona que, para tomar fotografías del valle de Yosemite, en 1859. El parque nacional de Yosemite tiene 3,5 millones de turistas cada año. Los turistas prefieren visitar el parque nacional de Yosemite en verano.